# Novokíevsk
Novokíevsk (en rus: Новокиевск) és un poble de l'óblast d'Irkutsk, a Rússia, que en el cens del 2010 tenia 118 habitants.